# 밤바라어

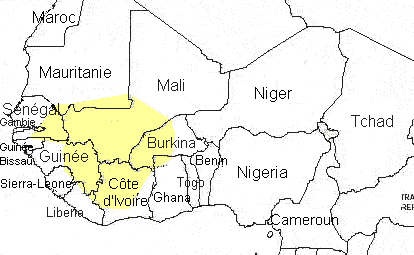
밤바라어 사용 지역

밤바라어(Bambara, بامبارا) 또는 바마나어(Bamana, ߓߡߊߣߊ߲)는 아프리카 말리에서 사용되는 언어이다. 밤바라어는 밤바라족의 모어이지만, 말리에서는 약 1천만 명의 밤바라족이 아닌 사람들도 교역어로서 밤바라어를 사용한다. 말리 전 인구의 80% 가량이 제1언어 또는 제2언어로 밤바라어를 구사할 줄 안다.
밤바라어는 만데계 제어에 속하는 만딩어의 일종이다. 부르키나파소 및 코트디부아르에서 사용되는 줄라어와는 상호 방언적 관계에 있다.
그리오(Griot)라고 부르는 구전전승이 있어 구비문학은 풍부한 편이나, 식민지 시대에 프랑스어가 교육의 언어로 자리잡았기 때문에, 문어로서의 전통은 조금씩 확립되어 가고 있다.

## 문자
정식 정서법상으로는 라틴 문자지만 그 밖에 아랍 문자나 응코 문자도 쓰인다. 라틴 문자 표기는 기본 26자에서 q, v, x가 없고 대신 ɛ, ɲ, ŋ, ɔ가 들어간다. 외래어 표기로 kh가, 비모음 표기로 -n이 쓰인다.

## 음운

### 닿소리
|                |        | 입술소리 | 치경음 | 후치경음/ 경구개음 | 연구개음 | 성문음 |
| -------------- | ------ | -------- | ------ | ------------------ | -------- | ------ |
| 비음           | 비음   | m        | n      | ɲ                  | ŋ        |        |
| 파열음/ 파찰음 | 무성음 | p        | t      | c(/tʃ/)            | k        |        |
| 파열음/ 파찰음 | 유성음 | b        | d      | j(/dʒ/)            | g(/ɡ/)   |        |
| 마찰음         | 무성음 | f        | s      |                    |          | h      |
| 마찰음         | 유성음 |          | z      |                    |          |        |
| 유음           | 설측음 |          | l      |                    |          |        |
| 유음           | 전동음 |          | r      |                    |          |        |
| 반모음         | 반모음 | w        |        | y(/j/)             |          |        |

### 홀소리
|          | 전설     | 중설     | 후설     |
| -------- | -------- | -------- | -------- |
| 고모음   | i, iː, ĩ |          | u, uː, ũ |
| 중고모음 | e, eː, ẽ |          | o, oː, õ |
| 중저모음 | ɛ, ɛː, ɛ̃ |          | ɔ, ɔː, ɔ̃ |
| 저모음   |          | a, aː, ã |          |

### 성조
2개의 성조(평조와 고조)가 있다.

## 문법
- 어순은 SOV형(주어-목적어-동사)다.
- 명사는 성에 따라 굴절하지 않고 남성 명사일 때는 접미사 -cɛ나 -kɛ를, 여성 명사일 때는 -muso를 붙인다.
- 복수형일 때는 -u를 붙인다. 명사나 형용사에서는 -w를 붙이기도 한다.